# Migracje (album)
Migracje – drugi album studyjny Meli Koteluk wydany przez Pomaton / Warner Music Poland w listopadzie 2014.
Jako pierwszy, od czerwca 2014, promował go singel pt. Fastrygi. Powstały dwie wersje płyty - podstawowa z 1 CD i edycja specjalna z 2 CD (oprócz wersji podstawowej zawiera płytę z 4 utworami: piosenki singlowe „To trop”, „Wielkie nieba” oraz akustyczne wersje albumowych utworów „Żurawie origami” i „Migracje”).
Płyta została nominowana do Fryderyka 2015 w kategorii Album Roku Pop. Uzyskała status podwójnie platynowej.

## Lista utworów

### Wersja podstawowa
| 1.  | "Tragikomedia" muz. Mela Koteluk, Tomasz Krawczyk, Marek Dziedzic, Miłosz Wośko, sł. Mela Koteluk                                                      | 3:47  |
|     | |       |
| 2.  | "Stan dusz" muz. Mela Koteluk, Krzysztof Łochowicz, sł. Mela Koteluk                                                                                   | 3:41  |
|     | |       |
| 3.  | "Żurawie origami" muz. Mela Koteluk, Tomasz Krawczyk, sł. Mela Koteluk                                                                                 | 3:40  |
|     | |       |
| 4.  | "Na wróble" muz. Mela Koteluk, Tomasz Krawczyk, sł. Mela Koteluk                                                                                       | 4:15  |
|     | |       |
| 5.  | "Fastrygi" muz. Mela Koteluk, Miłosz Wośko, Tomasz Krawczyk, Kornel Jasiński, Robert Rasz, Krzysztof Łochowicz, sł. Mela Koteluk                       | 4:25  |
|     | |       |
| 6.  | "Zmienne tętno" muz. Marek Dziedzic, sł. Mela Koteluk                                                                                                  | 1:12  |
|     | |       |
| 7.  | "Tango katana" muz. Mela Koteluk, Kornel Jasiński, sł. Mela Koteluk                                                                                    | 3:31  |
|     | |       |
| 8.  | "To nic" muz. Mela Koteluk, Tomasz Krawczyk, sł. Mela Koteluk                                                                                          | 4:13  |
|     | |       |
| 9.  | "Pobite gary" muz. Mela Koteluk, Miłosz Wośko, Tomasz Krawczyk, Kornel Jasiński, Robert Rasz, Krzysztof Łochowicz, sł. Mela Koteluk, Radek Łukasiewicz | 3:04  |
|     | |       |
| 10. | "Migracje" muz. Mela Koteluk, Miłosz Wośko, Tomasz Krawczyk, Kornel Jasiński, Robert Rasz, Krzysztof Łochowicz, sł. Mela Koteluk                       | 3:28  |
|     | |       |
| 11. | "Duszno" muz. Mela Koteluk | 1:19  |
|     | |       |
| 12. | "Przeprowadzki" muz. Mela Koteluk, Miłosz Wośko, Tomasz Krawczyk, Kornel Jasiński, Robert Rasz, Krzysztof Łochowicz, sł. Mela Koteluk                  | 4:14  |
|     | |       |
| 13. | "Jak w obyczajowym filmie" muz. Mela Koteluk, Miłosz Wośko, Tomasz Krawczyk, Kornel Jasiński, Robert Rasz, Krzysztof Łochowicz, sł. Mela Koteluk       | 4:10  |
|     | |       |
|     | | 44:59 |
|     | |       |

### Płyta dodatkowa na Edycji Specjalnej
| 1. | "To trop" muz. Mela Koteluk, Miłosz Wośko, Tomasz Krawczyk, sł. Mela Koteluk                                                     | 3:52  |
|    | |       |
| 2. | "Wielkie nieba" muz. Mela Koteluk, Tomasz 'Ragaboy' Osiecki, sł. Mela Koteluk                                                    | 3:26  |
|    | |       |
| 3. | "Żurawie origami" muz. Mela Koteluk, Tomasz Krawczyk, sł. Mela Koteluk                                                           | 4:04  |
|    | |       |
| 4. | "Migracje" muz. Mela Koteluk, Miłosz Wośko, Tomasz Krawczyk, Kornel Jasiński, Robert Rasz, Krzysztof Łochowicz, sł. Mela Koteluk | 3:13  |
|    | |       |
|    | | 14:35 |
|    | |       |

## Twórcy

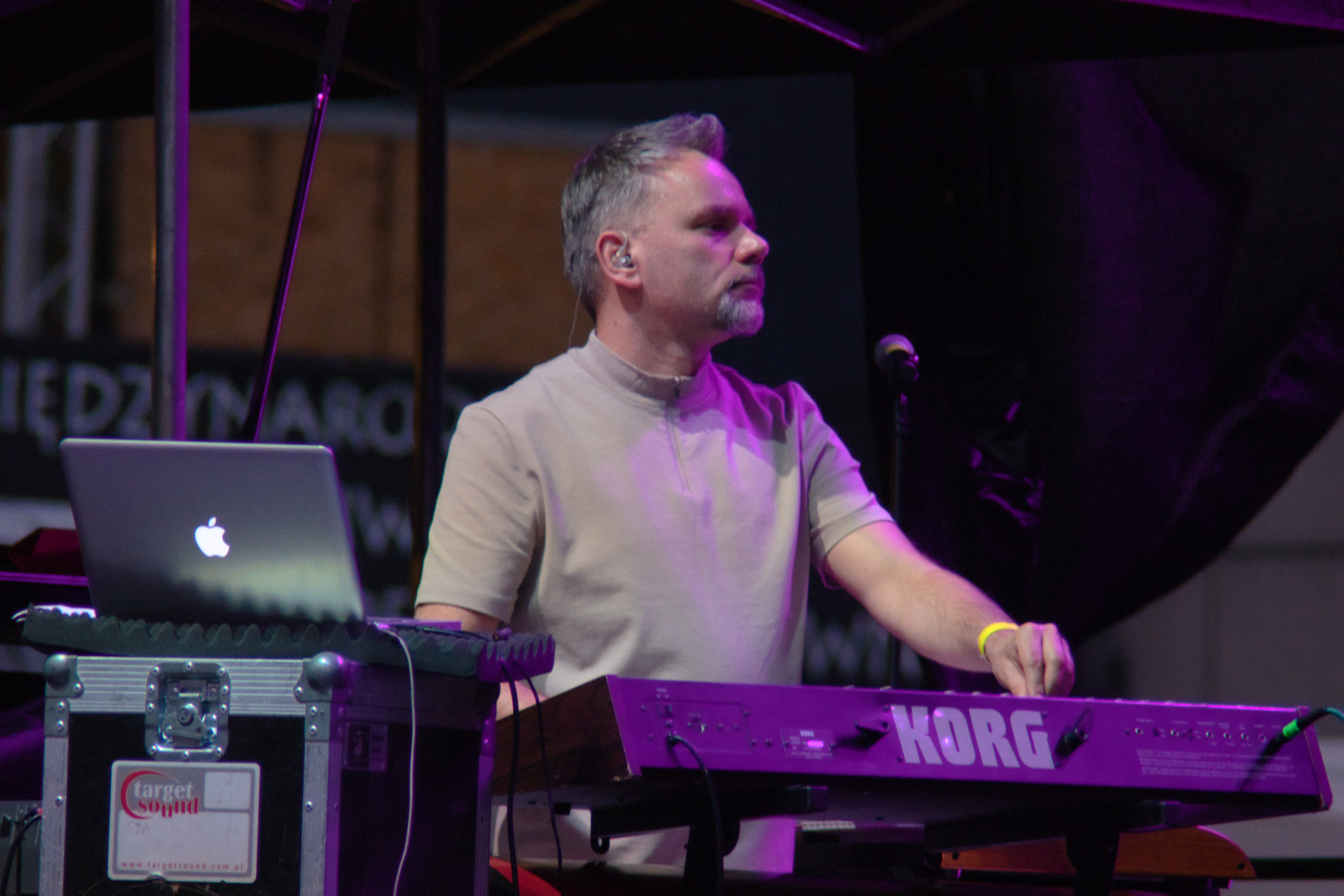
Milosz Wośko (2019)

- Mela Koteluk - wokal, muzyka, teksty piosenek
- Tomasz 'Serek' Krawczyk - gitary elektryczne, akustyczne
- Kornel Jasiński - gitara basowa
- Krzysiek Łochowicz - gitary elektryczne, akustyczne, banjo, autoharfa
- Robert Rasz - perkusja
- Miłosz Wośko - instrumenty klawiszowe
- Aleksandra Chludek - chórki
- Gościnnie zagrali: Piotr Łyszkiewicz (klarnety, saksofony), Mariusz 'Fazi' Mielczarek (flet), Jan Stokłosa (wiolonczela), Wojtek Pęczek (hang drum).
- Marek Dziedzic - produkcja muzyczna, realizacja nagrań instrumentów i wokali
- Bartosz Dziedzic - realizacja nagrań perkusji
- Marcin Gajko - miks
- Leszek Kamiński - mastering
- Honorata Karapuda - fotografie, projekt graficzny